# Evert Jan Thomassen à Thuessink

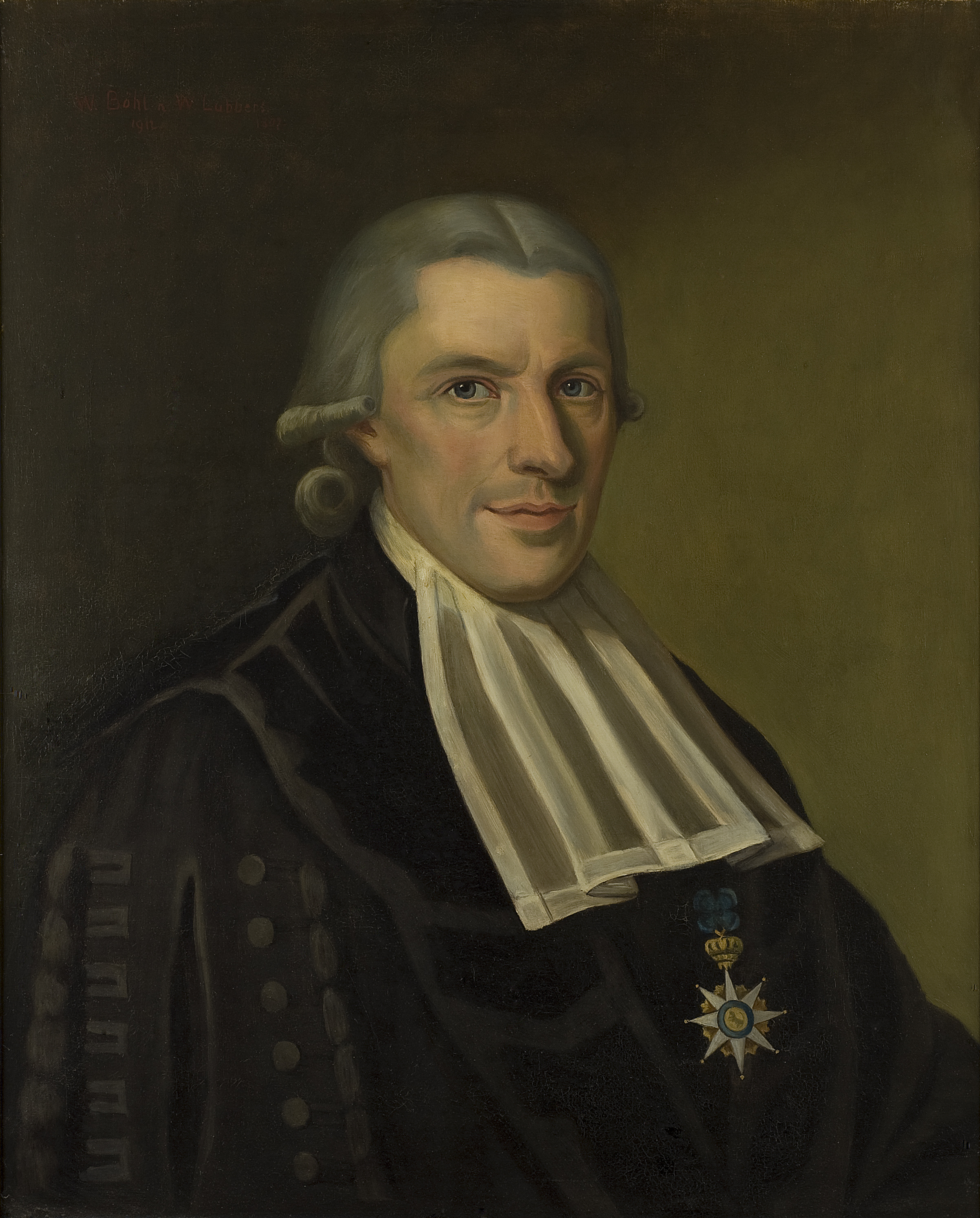
Evert Jan Thomassen à Thuessink

Evert Jan Thomassen à Thuessink (* 6. August 1762 in Zwolle; † 3. Juni 1832 in Groningen) war Professor der Medizin in Groningen, Sohn von David Thomassen à Thuessink (Bürgermeister von Zwolle) und Maria Jacoba Keiser.

## Leben
Er studierte zunächst in Haderwijk, bevor er sich am 9. September 1778 am Akademischen Gymnasium Lingen als Student in Jura und Medizin einschrieb. Ab dem 21. September 1780 studierte er an der Universität Leiden. Er wurde 1794 Professor der Medizin in Groningen und lehrte u. a. Pathologie, klinische und forensische Medizin. Er spezialisierte sich besonders auf Infektionskrankheiten und Ophthalmologie. Im Jahre 1797 gab er den ersten Anstoß für die Errichtung des Universitätsklinikums (Nosocomium Academicum) in Groningen, heute University Medical Center Groningen (UMCG). Er war ab 1787 verheiratet mit Adriana Catharina de Blanche (1767–1832).
1806 wurde er zum auswärtigen Mitglied der Göttinger Akademie der Wissenschaften gewählt. Seit 1817 war er Mitglied der Königlich Niederländischen Akademie der Wissenschaften.